# Gnocchi di malga
Gli gnocchi di malga, chiamati anche gnochi sbatùi, sono un piatto tipico della cucina veronese, originario della Lessinia. Preparati semplicemente con farina, acqua, burro e sale, erano un piatto semplice da cucinare per i malgari o i pastori all'alpeggio.
Si possono degustare in un po' tutti i rifugi e malghe della Lessinia, ed ultimamente riscoperti come piatto povero della tradizione, sono riproposti da parecchi ristoratori del veronese.